# Arènes de Carcassonne
Les arènes de Carcassonne se situent sur la commune de Carcassonne, dans le département français de l'Aude. Elles ont une capacité d'accueil de 3000 personnes selon le site Toro fiesta,  à peu près le même nombre donné par Jean-Baptiste Maudet (2500 à 3000).

## Présentation
Les arènes initiales ont été construites en 1952 et inaugurée le 8 juin de cette année-là par Pepe Dominguín, Luis Miguel Dominguín et le matador Mexicain Humberto Moro, devant des taureaux Infante da Camara . 
Après une période de 58 ans de cessation d'activité,  sans que le club taurin carcassonnais ait cessé de se réunir, les arènes ont retrouvé leur fonction initiale. D'abord sous forme démontable, elles étaient situées à l'emplacement des anciennes arènes détruites. Puis, à partir de 2006, elles ont été intégrées à un complexe en dur qui comprend aussi des salles de concert et qui accueille des manifestations sportives : l'espace Jean Cau, considéré  comme une sorte de « Bercy Carcassonnais . » Elles restent toutefois démontables.

## Les ferias
Les ferias comprennent des corridas formelles, des corridas de rejón et des novilladas. La Temporada 2014 comprenait, fin août : un spectacle équestre, une novillada  non piquée et une novillada piquée de Miuras de Infante da Camara.